# 541
Évszázadok: 5. század – 6. század – 7. század
Évtizedek: 490-es évek – 500-as évek – 510-es évek – 520-as évek – 530-as évek – 540-es évek – 550-es évek – 560-as évek – 570-es évek – 580-as évek – 590-es évek
Évek: 536 – 537 – 538 – 539 –  540 – 541 – 542 – 543 – 544 – 545 – 546

## Események

### Bizánci Birodalom
- Anicius Faustus Albinus Basilius az utolsó aki consuli tisztséget visel.
- Az egyiptomi Pelusium kikötőjében pestisjárvány tör ki. A betegség hamarosan szétterjed a Közel-Keleten és Európában hatalmas pusztítást okozva. Ez az első jelentős, pestisbaktérium okozta járvány.
- Itáliában Ildibad osztrogót király meggyilkoltatja riválisát, Uraiast. Röviddel később, májusban Ildibadot egy lakomán saját gepida testőre személyes bosszúból megöli. A kaotikus politikai helyzetben a gótokkal szövetséges rugiaknak sikerül elismertetniük saját vezérüket, Eraricot királyként. Eraric tárgyalásokat kezd a bizánciakkal, mire a gótok azzal vádolják, hogy titokban el akarja árulni őket és megválasztják Ildibad unokaöccsét, Totilát királynak. Totila csak úgy vállalja a felkérést, ha Eraricot elteszik láb alól és hívei októberben megölik a királyt.
- Az év végén a bizánciak ostrom alá veszik az osztrogótok kezén maradt két város egyikét, Veronát. A bizánciak árulás révén bejutnak a városba és a gótok előbb kimenekülnek, de aztán hátbatámadják a zsákmányon civakodó bizánciakat és elűzik őket.
- A bizánci protektorátus alatti feketei-tengeri Lazica királyságában felkelés tör ki az egyre erősebb külső befolyás ellen. II. Gubazész király titokban a perzsák segítségét kéri. I. Huszrau szászánida király bevonul Lazicába, kiűzi a bizánci erőket és elfoglalja fő erődjüket, Petrát.
- A szíriai városok sarcolása és a lazicai beavatkozás miatt Iusztinianosz császár felmondja az előző évben kötött fegyverszünetet a perzsákkal és a keleti haderők parancsnokává Belisariust nevezi ki. Belisarius ostrom alá veszi Niszibisz mezopotámiai határvárost, de aztán seregének elégtelen ellátmánya miatt feladja a megerődített város ostromát, és feldúlva a határmenti perzsa településeket, visszavonul Szíriába.
- Theodóra császárné szövetkezik Belisarius feleségével, Antoninával közös riválisuk, Kappadókiai Ióannész keleti főparancsnok megbuktatására. Antonina titkos tárgyalásra hívja Ióannészt a császár elleni összeesküvésről, de beszélgetésüket kihallgatja a két nő által odahívott Marcellus testőrparancsnok és Narszész hadvezér. Ióannészt száműzik, vagyonát elkobozzák, palotáját Belisarius kapja meg.

## Születések
- Szuj Ven-ti, a kínai Szuj-dinasztia alapítója

## Halálozások
- Ildibad, osztrogót király
- Eraric, osztrogót király

## Fordítás
- Ez a szócikk részben vagy egészben  a(z)   541 című angol Wikipédia-szócikk ezen változatának fordításán alapul.  Az eredeti cikk szerkesztőit annak laptörténete sorolja fel. Ez a jelzés csupán a megfogalmazás eredetét és a szerzői jogokat jelzi, nem szolgál a cikkben szereplő információk forrásmegjelöléseként.